# Камос
Камос /Wadjkheperre Kamose/ е последен фараон от тиванската Седемнадесета династия на Древен Египет, управлявала в Горен Египет по време на Втория преходен период, който приключва с края на царуването на Камос.
Отличен военачалник и стратег, Камос предприема решително настъпление срещу хиксосите на север и за близо петгодишното си управление (ок. 1555-1550 г. пр.н.е.) възвръща голяма част от Среден и Долен Египет под контрола на фараоните в Тива. По-късно през царуването си воюва и в Нубия.
Камос е наследен от своят брат Яхмос I, който завършва обединението на Египет и основава новата Осемнадесета династия на Древен Египет при която започва периода на Новото царство.